# 帕特·皮特尼
帕特·皮特尼（英語：Pat Pitney，1965年8月10日—），旧姓斯珀金（Spurgin），美国女子射击运动员。她曾代表美国参加1984年夏季奥林匹克运动会射击比赛，获得女子10米气步枪金牌。